# Kiefern im Wind
Kiefern im Wind oder Schilf bleicht die langen welkenden Haare ist die deutsche Version des schwedischen Volksliedes Vårvindar friska.
Der schwedische Originaltext wurde um 1830 von der schwedischen Autorin Julia Nyberg (1785–1854) unter dem Titel Den stackars Anna eller Molltoner från Norrland verfasst. Der lyrische Text voller Naturbeschreibungen beginnt mit den Frühlingswinden und handelt von einem Liebespaar (Strophe 1–3), wobei der Mann in den Krieg zieht (Strophe 4 und 5) und nicht wiederkehrt (Strophe 6). Die Melodie ist älter, eine traditionelle Volksweise aus Norrland. Das Lied ist in Schweden weit verbreitet und wird besonders am 30. April zum schwedischen Frühjahrsfest Valborg (deutsch: Walpurgisnacht) gesungen. Ingrid Bergman sang das Lied 1945 in dem Film Die Glocken von St. Marien.
Der deutsche Text stammt von Walter Scherf (1920–2010), Fahrtenname tejo, einem deutschen Schriftsteller der Bündischen Jugendbewegung. Die lyrische Form der Naturbeschreibungen entspricht dem Original, der Inhalt ist jedoch ein völlig anderer und vermittelt Pfadfinderromantik. Unter dem Titel Das Schilf war dies 1971 das erste Lied, das die damals fünfzehnjährige Juliane Werding im Fernsehen sang.